# Chodský Újezd
Chodský Újezd (en allemand : Heiligenkreuz) est une commune du district de Tachov, dans la région de Plzeň, en Tchéquie. Sa population s'élevait à 803 habitants en 2022.

## Géographie
Chodský Újezd se trouve à 8 km au nord de Tachov, à 54 km à l'ouest-nord-ouest de Plzeň et à 131 km à l'ouest-sud-ouest de Prague.
La commune est limitée par Broumov, Zadní Chodov et Chodová Planá au nord, par Planá et Brod nad Tichou à l'est, par Lom u Tachova, Tachov, Ctiboř et Halže au sud, et par l'Allemagne à l'ouest.

## Histoire
La première mention écrite du village date de 1359.

## Administration
La commune se compose de sept sections :
- Chodský Újezd
- Dolní Jadruž
- Horní Jadruž
- Nahý Újezdec
- Neblažov
- Štokov
- Žďár

## Galerie

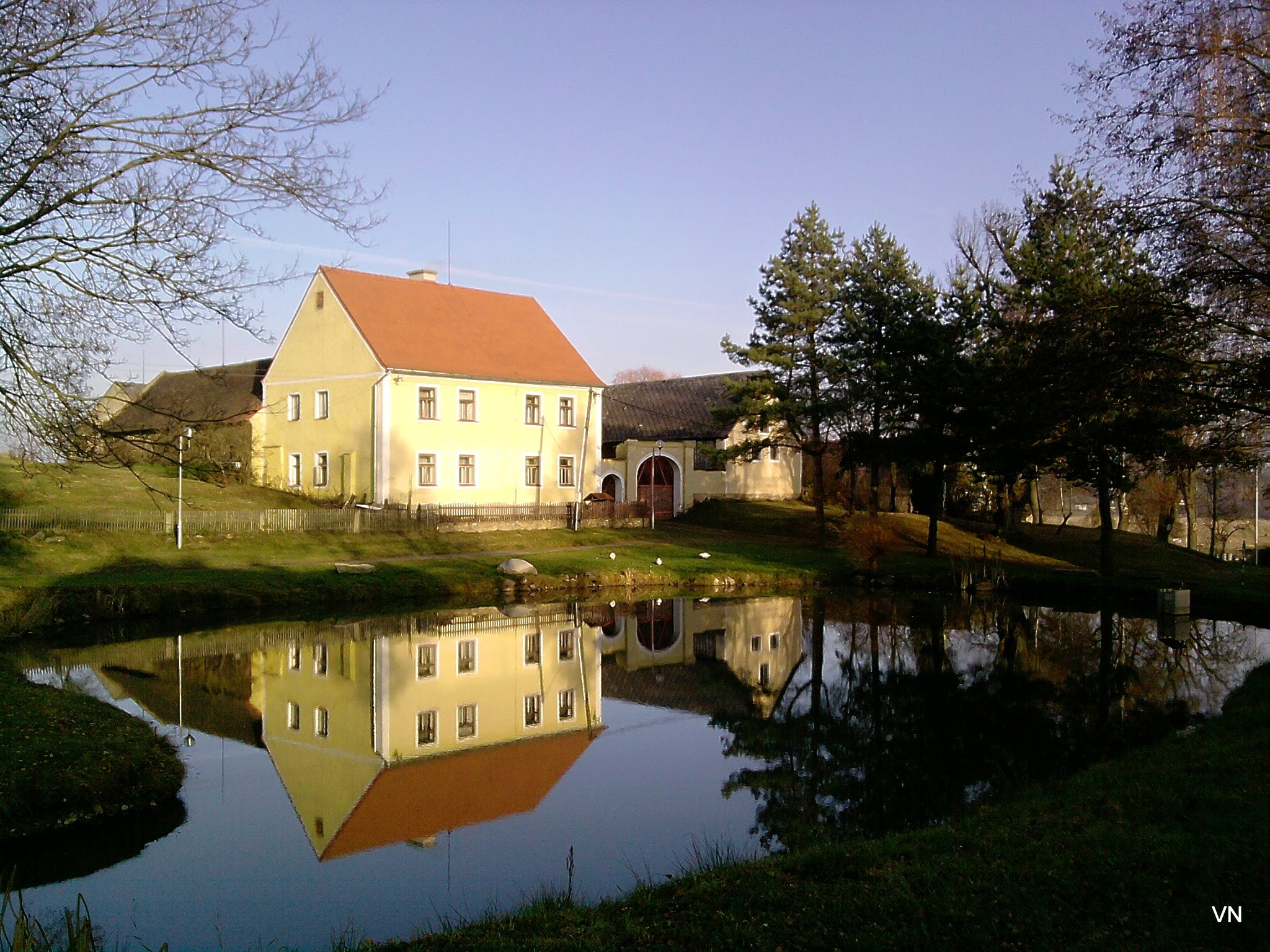
Étang à Horní Jadruž.
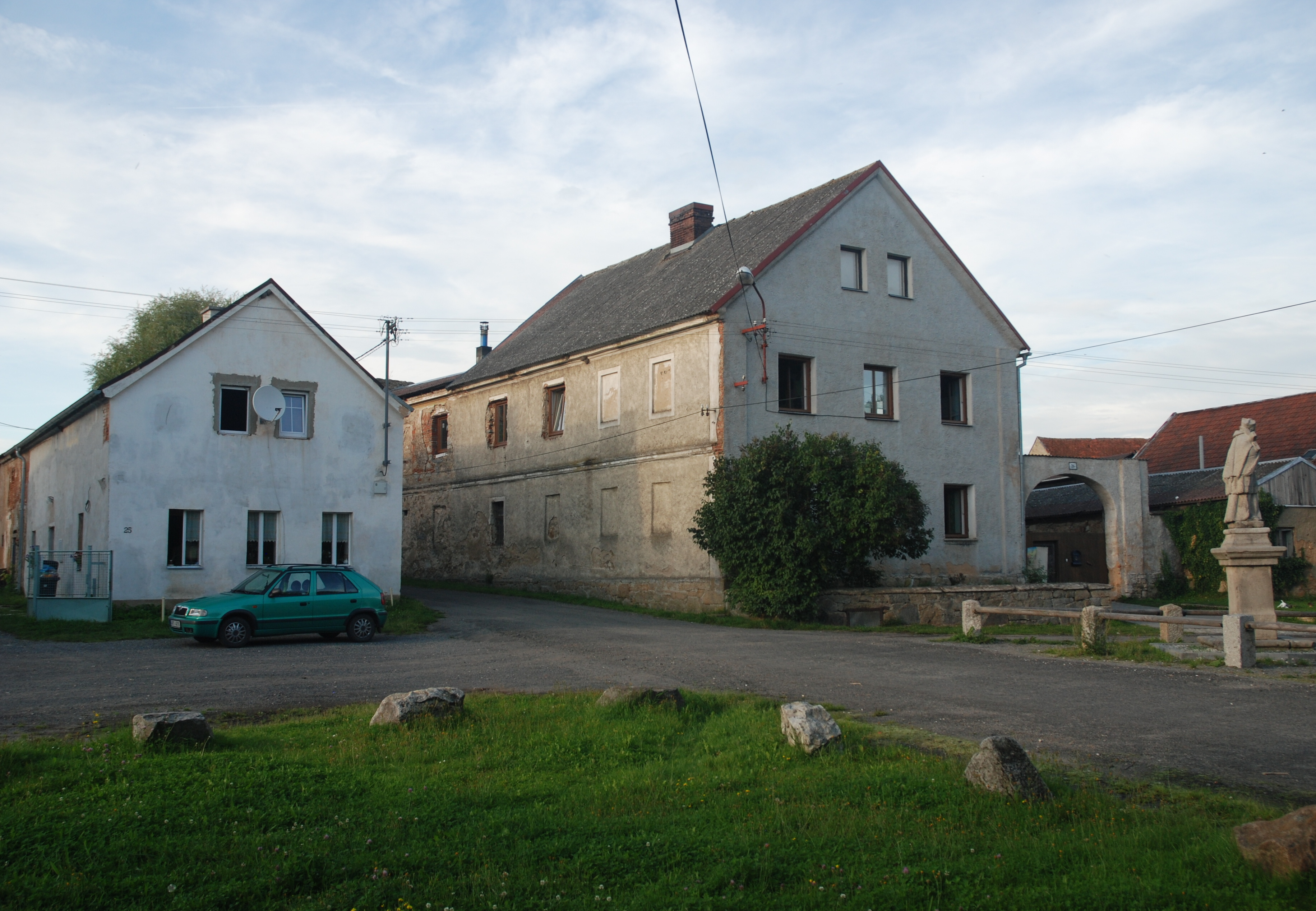
Nahý Újezdec.

## Transports
Par la route, Chodský Újezd se trouve à 7 km de Planá, à 9 km de Tachov, à 64 km de Plzeň  et à 164 km de Prague. 